# 森脇英理子
森脇 英理子（もりわき えりこ、1981年10月4日 - ）は、日本のモデル、女優。島根県松江市出身。

## 人物
趣味は料理、映画鑑賞。特技は水泳、陸上などスポーツ全般。ペットに猫を飼っている。好きな色は白。
原宿でスカウトされ、2001年にドラマ『氷点』でデビューした。

## 出演

### 映画
- 蟬しぐれ（2005年） - おみち
- 奇談（2005年） - 田崎純子
- Tokyo Cowboy（2007年）※香港映画
- 4/猫 -ねこぶんのよん-（2015年12月12日、東京テアトル）
- グッドモーニングショー（2016年10月8日） - 成本一美
- 虎の流儀 ～激突！ 燃える嵐の関門編～（2022年10月7日）[1]

### テレビドラマ
- 氷点（2001年、テレビ朝日）
- 仮面ライダーアギト（2001年、テレビ朝日） - 岡村可奈
- 男湯（2003年、フジテレビ） - カウントダウンガール、上戸怜奈（二役）
- 十津川警部シリーズ29（2003年、TBS） - 向井朝香
- 貫太ですッ!（2003年、東海テレビ） - 川内由加里
- 独身3!! 第5話（2003年、テレビ朝日） - 7番の女
- 男湯2（2003年、フジテレビ） - カウントダウンガール
- ダムド・ファイル file no.0024マフラー・四日市市（2004年、名古屋テレビ）
- 仔犬のワルツ 第2、3話（2004年、日本テレビ） - 田中真代
- ほーむめーかー 最終話（2004年、TBS） - 東栄ハイム女子社員
- 離婚弁護士 第10、11話（2004年、フジテレビ） - 細川美土里
- ほんとにあった怖い話 転ぶトイレ（2005年、フジテレビ） - 東田みどり
- 初仕事納め（2005年、フジテレビ） - リポーター
- 11通の…出せなかったラブレター 第7通 コンプレックス（2005年、朝日放送） - 森崎裕香
- 夢で逢いましょう 第1話（2005年、TBS）
- こちら本池上署（2005年） - 松山今日子
- 曲がり角の彼女 第2話（2005年、フジテレビ） - 倉本ゆかり
- 恋する日曜日・セカンドシリーズ 誰より好きなのに（2005年4月、BS-i） - 江木純子
- 恋する日曜日・文學の唄シリーズ 市井事（2005年10月、BS-i） - 石田花江
- 夜王 第6、7話（2005年、TBS）
- コスメの魔法2（2005年、TBS） - 前川まり子
- ナショナル劇場 こちら本池上署5 第13話（2005年、TBS） - 松山今日子
- のだめカンタービレ 第8、9話（2006年、フジテレビ） - ユッコ
- 夢路 第25話（2007年、TBS） - エリ
- 月曜ゴールデン 浅見光彦シリーズ25『姫島殺人事件』（2008年4月） - 中島麻衣子
- 愛の劇場 温泉へGo!（2008年9月-11月、TBS） - 河原みなみ
- リセット 第9話（2009年、読売テレビ） - 主演 アツミ
- 帰ってこさせられた33分探偵 第10話（2009年、フジテレビ） - 占い師アンジェラ
- ザ・クイズショウ（2009年4月-6月、日本テレビ） - 浦沢瞳
- 月曜ゴールデン 「おふくろ先生の診療日記2」（2009年、TBS） - 武市里香
- 新・警視庁捜査一課9係 第9話（2009年9月2日、テレビ朝日） - 高村亜希子
- 裸の大将 火の国・熊本編〜女心が噴火するので〜（2009年10月24日、フジテレビ） - 古閑麗子
- 浅見光彦〜最終章〜 第6話（2009年11月25日、TBS） - 森村香菜
- 特上カバチ!!（2010年1月-3月、TBS） - クイズクイーン
- ゼロの風景〜神秘の国・山陰に見た日本の心〜（2010年8月8日、山陰中央テレビ開局40周年記念） - トラベラー
- 月曜ゴールデン「警部・柘植京介」（2010年9月13日、TBS） - 高城京子記者
- セカンドバージン（2010年10月-12月、NHK） - 小岩井加奈
- SPEC〜警視庁公安部公安第五課 未詳事件特別対策係事件簿〜 第2話（2010年10月15日、TBS） - 鬼門真理子
- 宇宙犬作戦 第14話（2010年10月29日、テレビ東京） - コパン
- ナサケの女〜国税局査察官〜 第6話（2010年11月25日、テレビ朝日） - 小泉しのぶ
- 悪党〜重犯罪捜査班（2011年2月 - 、朝日放送・テレビ朝日） - 富樫紀子
- 犬を飼うということ〜スカイと我が家の180日〜（2011年4月-6月、テレビ朝日） - 畑山芳子
- 華和家の四姉妹（2011年7月-9月、TBS） - 森綾子
- 聖なる怪物たち（2012年1月-3月、テレビ朝日） - 森宮希実代
- 水曜ミステリー9「女三代 如月法律事務所〜完黙する女〜」（2012年2月29日、テレビ東京） - 如月奈津美
- 背の眼（2012年3月31日、BS日テレ） - 歌川秋子
- ATARU 第9話（2012年6月10日、TBS） - 村井今日子
- 匿名探偵 第4話（2012年11月2日、テレビ朝日） - 牛島弘江
- 土曜ワイド劇場「森村誠一の死海の伏流」（2012年11月24日、テレビ朝日） - 新城沙衣子
- 遺留捜査（テレビ朝日）
  - 第3シリーズ 第4話（2013年5月8日） - 雨宮玲子
  - 第4シリーズ 第6話（2017年8月17日） - 仁科寛子
- 悪霊病棟（2013年7月 - 9月、毎日放送・TBS） - 木藤純子
- 安堂ロイド〜A.I. knows LOVE?〜 第9話（2013年12月8日、TBS） - 看護師
- 相棒 -劇場版III- 序章 （2014年5月3日、テレビ朝日）
- 水曜ミステリー9「邪魔～主婦が堕ちた破滅の道」（2015年9月2日、テレビ東京） - 脇田美穂
- まれ（2015年9月8日、NHK） - 前田千里
- 神の舌を持つ男 第3話（2016年） - 堀裕子（女将）
- 動物戦隊ジュウオウジャー 第24・45・47話（2016年8月7日・2017年1月15・29日、テレビ朝日） - 風切和歌子
- 月曜名作劇場「はぐれ署長の殺人急行 九十九里浜迷宮ダイヤ」（2016年12月5日、TBS） - 岩井穂乃香
- 金曜プレミアム 「所轄刑事10」（2016年） - 会田マミ
- 土曜ワイド劇場 「西村京太郎トラベルミステリー 67 ～箱根紅葉・登山鉄道の殺意～」（2017年4月8日、テレビ朝日） - 古木亜希子
- 警視庁・捜査一課長（テレビ朝日）
  - Season2 第1話（2017年4月13日） - 藤堂沙也加
  - Season4 第8話（2020年6月25日） - 勝矢順子
  - スペシャル9（2023年4月4日） - 徳田寧々
- 月曜名作劇場「新・浅見光彦シリーズ2 後鳥羽伝説殺人事件」（2018年2月26日、TBS） - 野上文香
- 日曜ワイド「刑事・横道逸郎」 （2018年3月11日、テレビ朝日） - 大原愛美
- 家政夫のミタゾノ 第2シリーズ 第1話（2018年4月20日、テレビ朝日） - 花沢美千代
- ラジエーションハウス 第5話（2019年5月6日、フジテレビ） - 藤本歩美
- そして、生きる（2019年8月4日 - 9月8日、WOWOW） - 清水千景
- 悪魔の弁護人・御子柴礼司 〜贖罪の奏鳴曲〜 第6話 - 最終話（2020年1月11日 - 1月25日、東海テレビ） - 薦田梓
- この恋あたためますか（2020年10月20日 - 12月22日、TBS） - 橋本奈緒
- マイファミリー（2022年、TBS） - 阿久津絵里[2]
- 科捜研の女 season24 第4話（2024年7月24日、テレビ朝日） - 門倉真奈美[3]
- 最後の鑑定人 第6話（2025年8月13日、フジテレビ） - 下山佳世子 役[4]

### バラエティ・情報番組
- オールスター感謝祭'08秋 超豪華!クイズ決定版（2008年10月、TBS） - 解答者
- ピンポン!（2008年、TBS）

### CM
- 松下電工
- NTTドコモ北陸
- NTTコムウェア（2003年）
- セブン-イレブン、セブンミール（2005年）
- トヨタ自動車、ラッシュ（2006年）
- エステWAM（2006年、九州地区限定）
- 花王、フリーデイ すぅ〜っとスリムライナー（2007年）
- 東京電力、TEPCOのECO（2007年）
- トヨタ自動車、ネッツ店（2007年）
- 日本生命（2007年 - ）
- エバラ食品（2007年 - ）
- グラクソ・スミスクライン、アクチビア軟膏（2007年）
- ニチイ学館、医療事務講座（2007年 - ）
- ハーティウォンツ（2007年、中国地方限定）
- クレールベイサイド（結婚式場）（2007年）
- デアゴスティーニ・ジャパン（2008年）
- NTTコミュニケーションズ（2008年）
- JAL（2008年）
- イオンのスマホ（2014年）

### スチル
- 花王、ビオレU UV
- JAL（2003年）
- NTTコムウェア（2003年）

### PV
- Goose Bumps 「母」（2004年）
- 雨スポSTYLE エンディングテーマ曲（2004年）
- 風味堂 愛してる（2006年）

### 舞台
- トラッシュタンダード（2004年） - 空部響子
- 毎日がエブリデー（2006年） - 真里

### ネット配信ドラマ
- 電報日和 第1話（2011年10月7日- 、1話3か月配信、フジテレビ無料動画サイト「見参楽（みさんが！）」） - 山田桃子
- 相棒 -劇場版III- 序章（2014年、dビデオ） - 梶山夏美
- CONNECT 覇者への道（2025年、U-NEXT） - 鈴村早苗[5]